# Bergse Badminton Vereniging
Bergse Badminton Vereniging (afgekort: BBV'69) is een Nederlandse badmintonclub, opgericht op 30 mei 1969 te Bergen op Zoom. Tijdens de Algemene Ledenvergadering van 29 maart 2022 werd de club ontbonden net als The Flying Shuttle '57 om aansluitend samen de nieuwe fusieclub Badminton Bergen op Zoom (afgekort: BadmintonBoZ) op te richten.
De afkorting BBV'69 stond oorspronkelijk voor Bruijnzeel Badminton Vereniging. In de beginjaren speelde BBV'69 in de sporthal aan de Meeussenstraat, daarna in sporthal Tuinwijk en per 2020 in sportcentrum De Karmel. De club was lid van de bond Badminton Nederland en nam elk jaar deel aan de competitie.